# Jack Frost (tennis)
Pour les articles homonymes, voir Jack Frost.
John W. "Jack" Frost est un joueur de tennis américain. 

## Carrière
1/8 de finale à Wimbledon en 1960 (contre Nicola Pietrangeli) et à l'US Open en 1954 (contre Lew Hoad), 1961 (contre Ron Holmberg).
Plus de 450 matchs disputés pour plus de 300 victoires. 
Il a remporté 19 tournois.